# مرعشی
مرعشی منسوب به سادات مرعشی را گویند و ممکن است به یکی از موارد زیر اشاره داشته باشد:
- سید شهاب‌الدین مرعشی نجفی
- سید محمود مرعشی نجفی
- کمال‌الدین مرعشی
- میرکمال‌الدین مرعشی
- ظهیرالدین مرعشی
- عفت مرعشی
- میرشمس‌الدین مرعشی
- عبدالکریم دوم مرعشی
- زین‌العابدین مرعشی
- سید محمدحسن مرعشی
- محمد مرعشی
- مرتضی مرعشی
- حسین مرعشی